# Långholmen (vid Sandnäd udd, Raseborg)
Långholmen är en ö i Finland. Den ligger i Finska viken och i kommunen Raseborg i landskapet Nyland, i den södra delen av landet. Ön ligger omkring 73 kilometer väster om Helsingfors.
Öns area är 2,1 hektar och dess största längd är 310 meter i öst-västlig riktning.